# Paralititan
Paralititan (ungefär ’titanisk tid’) är en relativt nyupptäckt dinosaurie inom ordningen sauropoder inom familjen titanosaurider.
Paralititan är en av de största dinosaurier som hittills hittats. Man beräknar att djuret var 30-32 meter långt (enligt vissa uppskattningar upp till 40 meter) och vägde 70-80 ton kanske mer. Den beskrevs 2001 och hittades i Egypten. Den levde i mitten av krita för cirka 100 miljoner år sedan. Djuret tillhörde samma familj som bland annat Argentinosaurus, Andesaurus och Titanosaurus. 
Paralititan är den senaste i raden av jättelika titanosaurider som hittats de senaste 15 åren och blivit vetenskapligt beskriven. Fortfarande väntar en kolossal titanosaurid som hittades i Argentina 2001 på att bli vetenskapligt beskriven. Den kommer med största säkerhet (åtminstone tills vidare) att överta positionen som största kända dinosaurie. Paralititan jagades av Carcharodontosaurus.
Anm: dinosaurien i fråga blev 2006 vetenskapligt beskriven och fick namnet Puertasaurus.

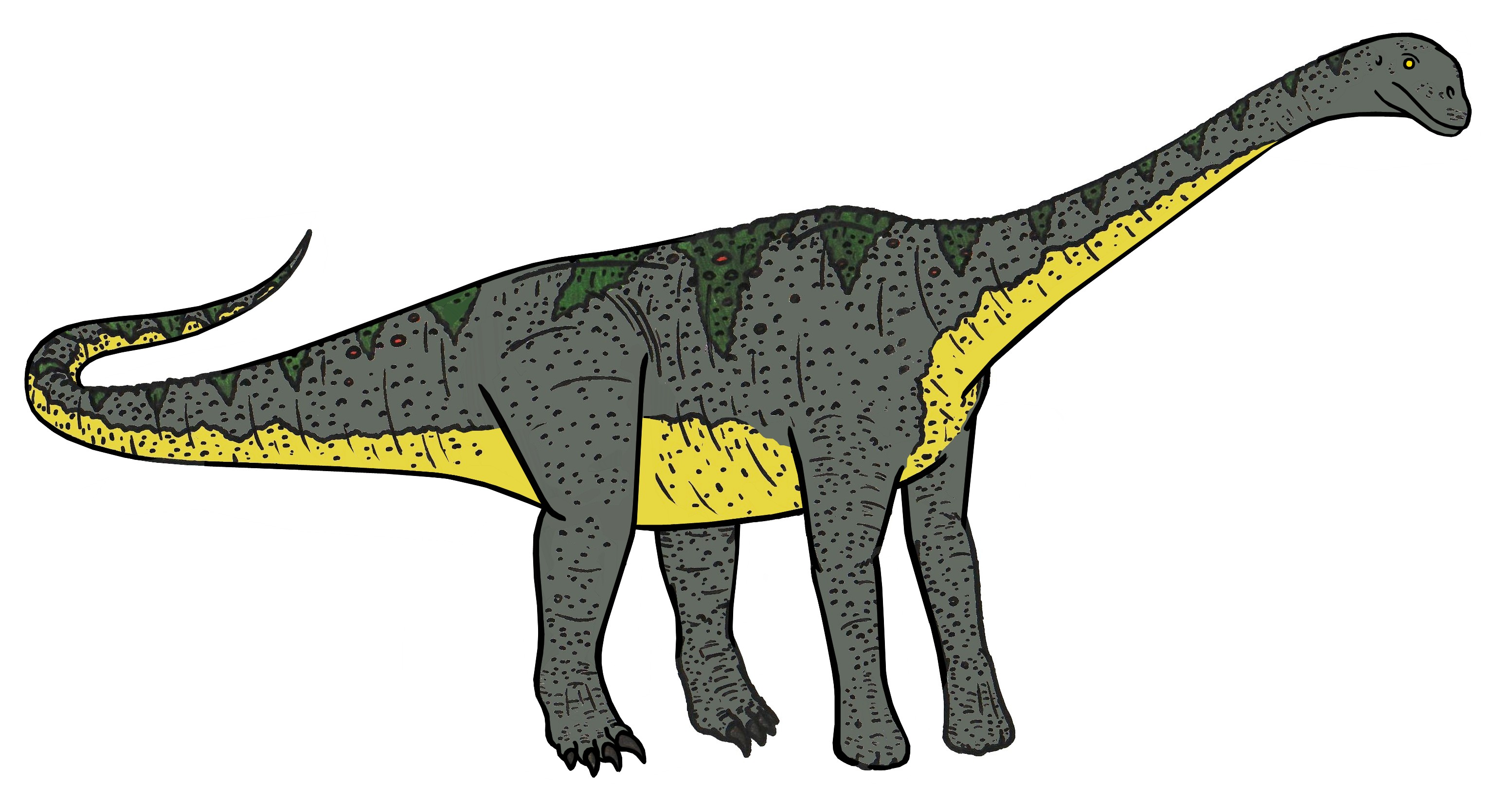
Paralititan i storleksjämförelse med människa.